# Sükösd Tamás
Sükösd Tamás (Sárbogárd, 1972. december 14. – ) magyar jogász, ügyvéd, politikus; 2010 óta Sárbogárd fideszes polgármestere.  A Sükösd és Rozman Ügyvédi Iroda társtulajdonosa.

## Életrajz
A sárbogárdi Petőfi Sándor Gimnáziumban maturált. A Pécsi Tudományegyetem Állam- és Jogtudományi Karának jogász szakán diplomázott.
1997-től ügyvédjelöltként, 2000-től ügyvédként dolgozik. 2010-ben és 2014-ben Sárbogárd polgármesterének választották. 2010-ben a Sárbogárdi Többcélú Kistérségi Társulás tanácsa megválasztotta a kistérségi társulás elnökének.